# Roberto Giolito
Roberto Giolito es un diseñador automotríz nacido en 1962, en Ancona, Italia. Actualmente ocupa el cargo de Jefe de diseño de Fiat Group Automobiles.

## Biografía

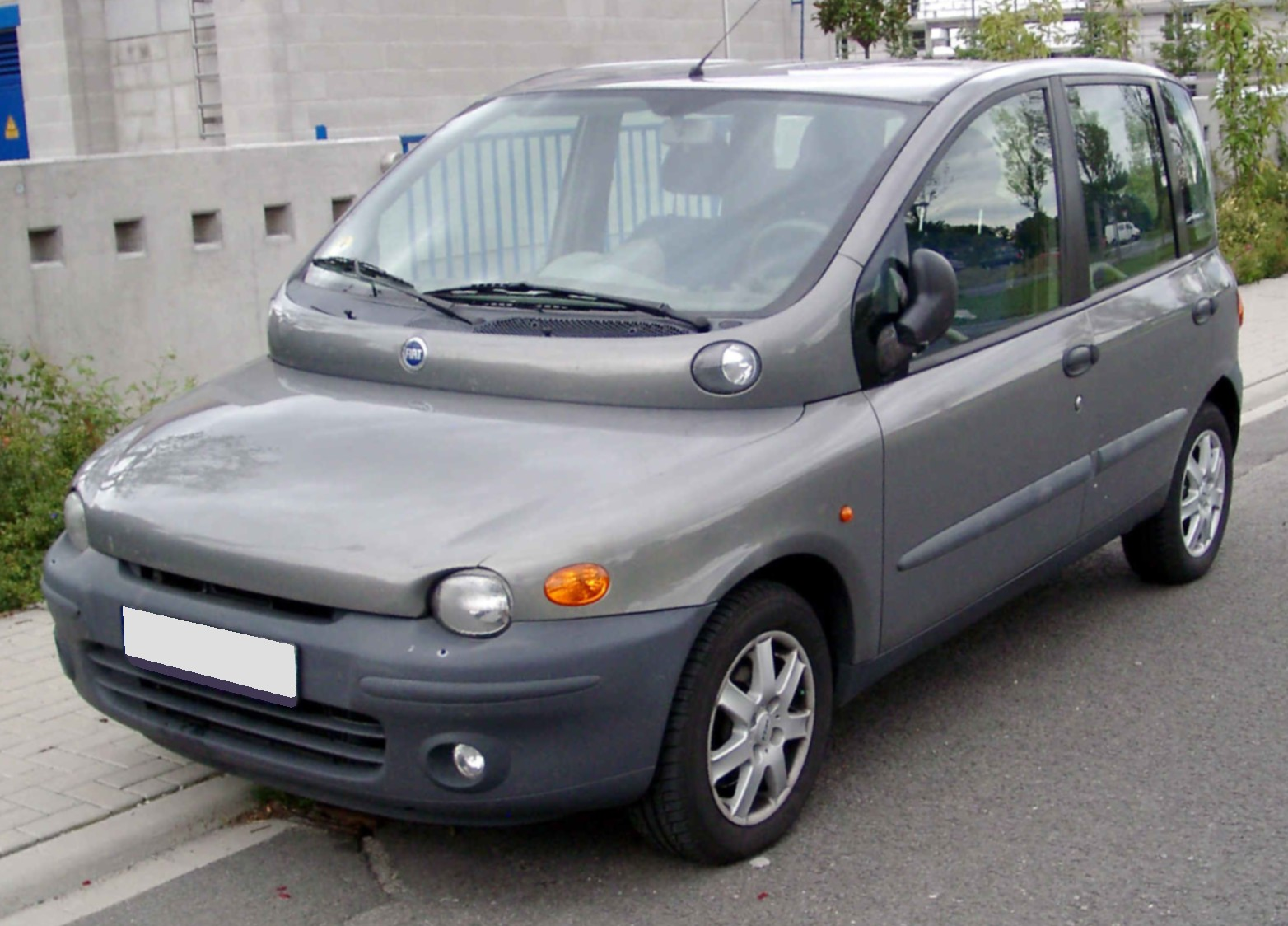
Fiat Multipla

Lleva a cabo sus estudios de diseño en Roma en 1985, obteniendo una licenciatura en el Instituto de Artes Industriales de Roma. Después de una breve experiencia como diseñador independiente en 1987 se incorpora al Centro Stile Fiat en Turín en 1989, donde, como gerente de proyecto, coordina el desarrollo de numerosos concept-car, como Fiat Downtown, Fiat Zicster y el Fiat Multipla, este último presentado en 1998 en el Salón del Automóvil de París. Gracias al lanzamiento del Multipla, Roberto Giolito es invitado al Museo del Diseño de Londres para una monografía dedicada a ilustrar el proyecto y sus fases. También fue invitado por este proyecto al Museo de Arte Moderno de Nueva York, donde el Multipla se exhibió como un ejemplo de un coche futurista con soluciones estilísticas y técnicas innovadoras.

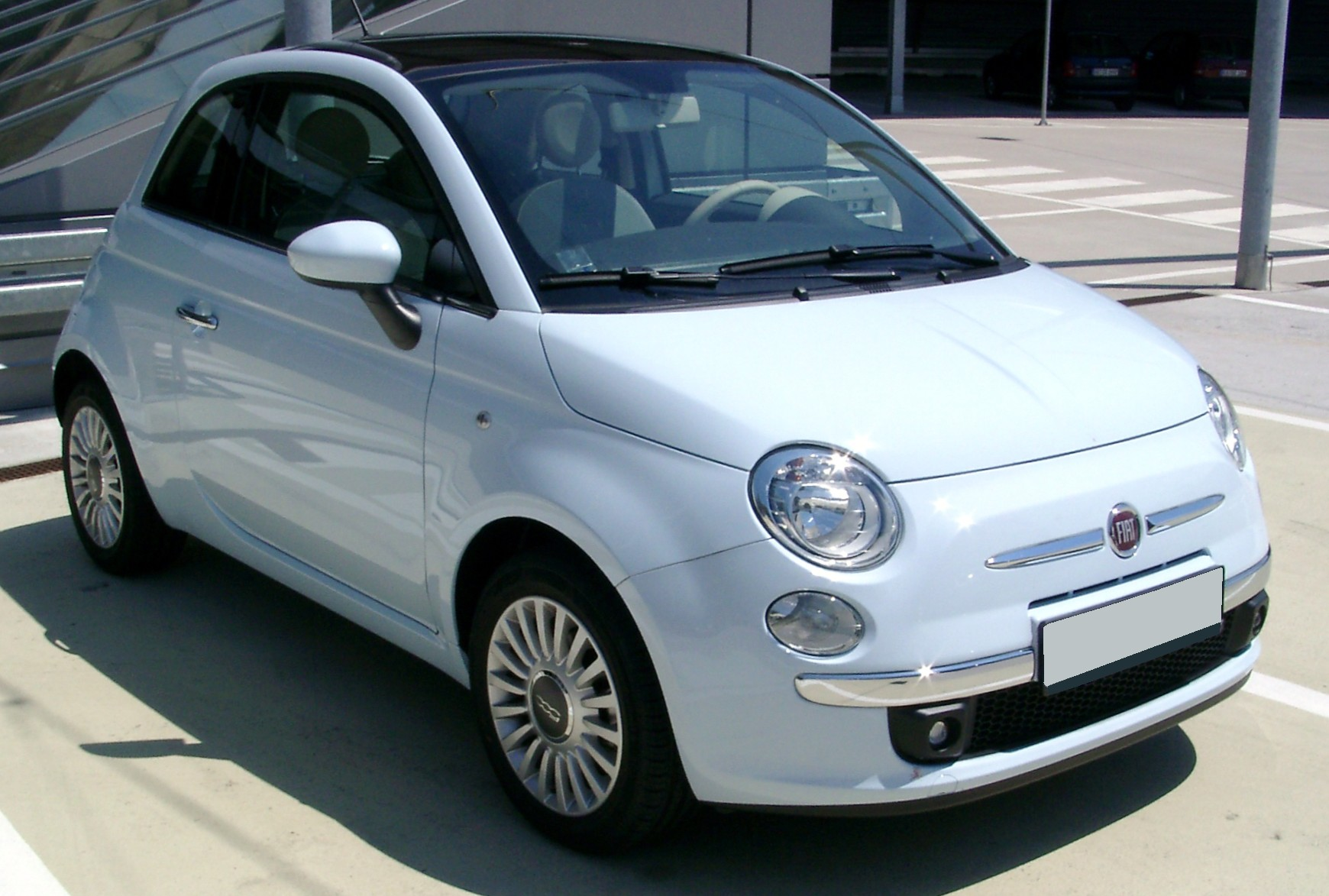
Fiat 500

En el año 2000 recibe en nombre de Fiat dos prestigiosos premios de la prensa automotríz, el reconocimiento de la revista Automotive World al mejor vehículo ecológico por el Fiat Ecobasic y el de la revista británica BBC Top Gear al Fiat Multipla como Automóvil del Año y Mejor Automóvil Familiar.
En el año 2001 es nombrado director del Advanced Desing Fiat Auto, una estructura de Fiat Auto creada para introducir y promover el cambio en el proceso de desarrollo de las variables que más influyen en los desarrollos futuro y el diseño en general . Con este grupo de trabajo Giolito logra desarrollar en 18 meses el proyecto Fiat Trepiùno, precursor de la Nueva 500, que sería presentado al público durante el Salón del Automóvil de Ginebra 2004.

El 4 de julio de 2007, exactamente 50 años después del lanzamiento del modelo original en la región Murazzi del Po, en Turín, Fiat organizó una fastuosa presentación para el nuevo 500. 

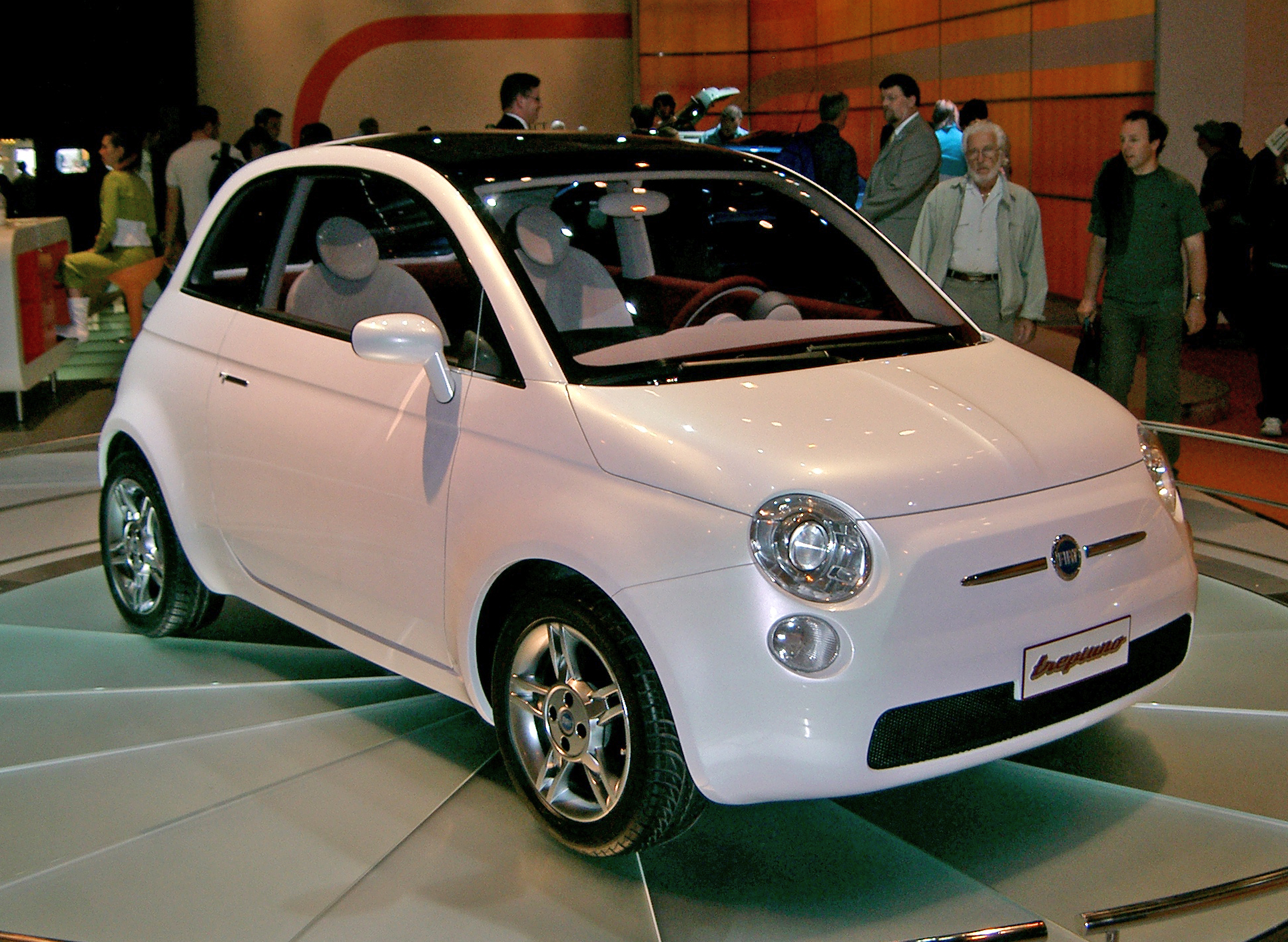
Fiat Trepiùno Concept

 El Fiat 500 representa uno de los proyectos más importantes en la carrera de Giolito, un vehículo cuyo diseño exterior ha tenido un gran impacto en el público, habiendo ganado numerosos premios como EuroCarBody 2007, además de ser recientemente galardonado con el Coche del Año en Europa, un galardón otorgado al 500 por un jurado internacional compuesto por 58 periodistas especializados de 22 países europeos. El 500 ha sido un éxito de ventas inesperado para Fiat, con órdenes muy superiores a la oferta y la causa de Fiat para aumentar la producción un 25% a 150.000 coches al año.
A mediados del 2007 deja de asumir la responsabilidad de dirigir al equipo que desarrolla el Centro Stile de los futuros modelos de las marcas Fiat y Lancia, cargo que pasó a ocupar luego Lorenzo Ramaciotti. En noviembre de ese mismo año, beneficiado por el éxito del Fiat 500, Giolito pasa a ocupar el cargo de Jefe de diseño de Fiat Group Automobiles, en reemplazo de Christopher Reitz, donde se haría responsable de diferentes proyectos como el Panda de tercera generación.